# 천사령
천사령(1943년 1월 22일 ~ )은 대한민국의 정치인이다. 제36·37대 함양군수를 역임했다.

## 학력
- 함양국민학교 (졸업)
- 진주중학교 (졸업)
- 보성고등학교 (졸업)
- 건국대학교 (상학 / 학사)
- 동국대학교 (행정학 / 석사)

## 역대 선거 결과
|  | 28.62% |

|  | 53.17% |

|  | 39.50% |